# Shinji Tsujio
Shinji Tsujio (辻尾 真二 Tsujio Shinji?, nacido el 23 de diciembre de 1985 en Osaka) es un futbolista japonés que se desempeña como defensa.

## Trayectoria

### Clubes
| Club                | País  | Año         |
| ------------------- | ----- | ----------- |
| Shimizu S-Pulse     | Japón | 2008 - 2012 |
| Sanfrecce Hiroshima | Japón | 2012        |
| Oita Trinita        | Japón | 2013        |
| Zweigen Kanazawa    | Japón | 2014 - 2016 |
| SC Sagamihara       | Japón | 2017 -      |

## Estadística de carrera

### J. League
| Club                | Año   | J. League | J. League | Copa J. League | Copa J. League | Total | Total |
| Club                | Año   | Part.     | Goles     | Part.          | Goles          | Part. | Goles |
| ------------------- | ----- | --------- | --------- | -------------- | -------------- | ----- | ----- |
| Shimizu S-Pulse     | 2008  | 3         | 0         | 2              | 0              | 5     | 0     |
| Shimizu S-Pulse     | 2009  | 9         | 0         | 3              | 0              | 12    | 0     |
| Shimizu S-Pulse     | 2010  | 17        | 0         | 6              | 0              | 23    | 0     |
| Shimizu S-Pulse     | 2011  | 27        | 1         | 3              | 0              | 30    | 1     |
| Shimizu S-Pulse     | 2012  | 1         | 0         | 1              | 0              | 2     | 0     |
| Sanfrecce Hiroshima | 2012  | 5         | 0         | 0              | 0              | 5     | 0     |
| Oita Trinita        | 2013  | 13        | 0         | 3              | 0              | 16    | 0     |
| Zweigen Kanazawa    | 2014  | 30        | 3         | -              | -              | 30    | 3     |
| Zweigen Kanazawa    | 2015  | 34        | 3         | -              | -              | 34    | 3     |
| Zweigen Kanazawa    | 2016  | 20        | 1         | -              | -              | 20    | 1     |
| SC Sagamihara       | 2017  | 32        | 2         | -              | -              | 32    | 2     |
| Total               | Total | 193       | 10        | 18             | 0              | 211   | 10    |